# Czölder Dezső
Czölder Dezső Ottó (Gölnicbánya, 1875. február 9. - Budapest, 1933. szeptember 2.) festő.

## Élete
Szülei a merényi születésű Czölder Lajos orvos és Wolf Aurélia voltak.
Tanulmányait 1896-tól Budapesten a Mintarajziskolában és Velencében végezte. Előbb az Adriai-tenger partján működött, de több évig az Egyesült Államokban alkotott. Végül Budapesten telepedett le.
Valószínűleg szolgált az első világháború olasz frontján. Tájképei nagy részének tárgya az Adriai tenger partvidéke, a karszti harcterek, az északi és erdélyi Kárpátok, az Alföld és a Bánság, de észak-amerikai, afrikai és Budapest környéki képeket is festett, nagyrészt idealizáló színekkel. Arcképeket is alkotott. A művészeti életben alig vett részt, de több gyűjteményes kiállítása volt Budapesten. Április 6-án temették el Budapesten.

## Művei
- 1925 körül Nyár a Duna-parton
- A cirkvenicai olajfasétány
- A fiumei temető
- A lovránai temető
- Az olasz frontról I-III
- Barlang a tengerparton
- Doberdó
- Esti hangulat a cirkvenicai Therápia előtt
- Juliskaháza az Anna-tóval, Bácsalmás mellett
- Karszt az Adria mellett
- Kis Magyar falu
- Naplemente az Alföldön
- Napnyugta az Adrián
- Nádas a befagyott Mostonga-tavon
- Őszi park
- Park
- Quarnero partján
- Régi villa a Quarnero partján
- Sziklahasadék az Adria partján
- Tengerparti sziklák
- Tersatto vára

### Írásai
- 1926 Alföldi kirándulás. In: Ország-Világ 47/12, 92-93.
- 1926 Barangolások az Adrián. In: Gonda Béla (szerk.): A Tenger 16.